# ناساورکی (منطقه تابور)
ناساورکی (به چکی: Nasavrky) یک منطقهٔ مسکونی در جمهوری چک است که در منطقه تابور واقع شده‌است.
 ناساورکی ۱٫۴۶ کیلومتر مربع مساحت و ۶۴ نفر جمعیت دارد و ۴۶۸ متر بالاتر از سطح دریا واقع شده‌است.